# Lejogaster
Lejogaster là một chi ruồi trong họ Syrphidae.